# 愛媛エフ・エー・ゼット
愛媛エフ・エー・ゼット（えひめえふ・えー・ぜっと）は、愛媛県松山市に本社を置く第三セクター。

## 概要
輸入の促進及び対内投資事業の円滑化に関する臨時措置法（FAZ法）の制定に基づいて、愛媛FAZ構想が策定される中でFAZ推進母体として設立された。輸入促進基盤施設である愛媛国際物流ターミナルや愛媛国際貿易センター（通称アイテムえひめ）の運営･管理の他、見本市の誘致･企画、貿易、貿易情報の提供等の業務を行っている。